# 翔んでる警視
『翔んでる警視』（とんでるけいし）は、胡桃沢耕史の代表作である日本の推理小説シリーズ。1981年から1994年まで出版された。1994年の胡桃沢死去後も出版が続いている。
1986年、1987年にはTBSが小説を原作とした2時間テレビドラマスペシャルを放映した。

## 小説

### 登場人物
岩崎白昼夢（いわさき さだむ）
1955年（昭和30年）4月生まれ。本籍長野県伊那郡伊那町。東京大学卒。国家公務員上級職行政科に三番で合格し、当人の強い意志で警視庁捜査一課で殺人係の刑事として活躍。小遣い月400万円、車はBMW。部下の志村みずえとの間に一児がいる。
志村みずえ（しむら みずえ）
岩崎白昼夢の部下で、警部補。白昼夢より3歳年上。妻。

### 書籍情報
『翔んでる警視』シリーズ（双葉社）
1. 1981年9月、ISBN 978-4575000214。
2. 1989年、ISBN 978-4575000290[注 1]。
3. 1983年1月、ISBN 978-4575000665。

『新・翔んでる警視』シリーズ（廣済堂出版）
1. 1984年1月1日、ISBN 978-4331051634。
2. 1984年11月1日、ISBN 978-4331051719。
3. 1986年6月1日、ISBN 978-4331051856。
4. 1985年10月1日、ISBN 978-4331051993。
5. 1986年4月1日、ISBN 978-4331052167。
6. 1986年9月1日、ISBN 978-4331052341。
7. 1987年3月1日、ISBN 978-4331052600。
8. 1987年9月1日、ISBN 978-4331052914。

『翔んでる警視正』シリーズ（天山出版）
1. 1988年1月、ISBN 978-4803313819。
2. 1988年7月、ISBN 978-4803314236。
3. 1989年1月、ISBN 978-4803317299。

国際謀略篇（文藝春秋）
1. 『翔んでる警視事件簿』1989年1月、ISBN 978-4163107103。

翔んでる警視正 平成篇（文藝春秋）
1. 『警視正天山南路（シルクロード）を行く』1989年12月、ISBN 978-4163114309。
2. 『ゴンドラの花嫁』1990年4月、ISBN 978-4163117409。
3. 『キャリアウーマン』1990年9月、ISBN 978-4163120201。
4. 『ランバダに酔いしれて』1993年10月9日、ASIN B009HO4U6K[注 1]。
5. 『涙のポンポコリン』1991年7月、ISBN 978-4163126609。
6. 『フセインの密使』1991年12月、ISBN 978-4163129006。
7. 『悪魔(サタン)の乳首(ニップル)』1992年10月、ISBN 978-4163135601。
8. 『夜明けのコンビニエンス』1993年4月、ISBN 978-4163139005。
9. 『鬼刑事(デカ)の目にも涙』1993年10月、ISBN 978-4163143309。
10. 『哀しきTバック』1994年4月、ISBN 978-4163146805。
11. 『最後の翔んでる警視正 オリエント急行事件簿』1994年12月、ISBN 978-4163152509。

「翔んでる警視正 新世紀篇」
1. 1993年7月1日、ISBN 978-4331055786。
2. 『無い筈の殺人』1994年1月1日、ISBN 978-4331056004。

シリーズベストセレクション
- 『Best of 翔んでる警視正―10年の魅力』天山出版、1991年10月。ISBN 978-4803328967。

## テレビドラマ

### 翔んでる警視
1986年TBS製作、郷ひろみ主演で2時間ドラマ。2時間の枠内で4つのエピソードを描いている。原作者である胡桃沢耕史の他、内田裕也、樹木希林、所ジョージ、石野真子が要所でカメオ出演している。
後年の評価では、ファミリー劇場による「歴代貴族的刑事ランキング・ベスト3」で郷ひろみ演じる主人公・岩崎白昼夢が3位にランクインしている。
放送日・放送時間
- 1986年1月2日（木曜日）21:00 - 22:24（JST）

内容
1. EPISODE-1
東大卒の主人公・岩崎白昼夢が警視庁捜査一課に配属した早々、外国人女性が被害者となる殺人事件が発生する。
2. EPISODE-2
岩崎の着任から2ヶ月が経過し、事件を次々に解決する岩崎の名が警視庁内に知れ渡っていたころ、「500万円で犯行を依頼された」と殺人委嘱を自供する消費者金融独身寮での殺人事件加害者らが自首してくる。
3. EPISODE-3
イタリアンマフィアのボスの娘と日本へ駆け落ちした教授を追い、イタリアで名を馳せている殺し屋が日本へ入って来たという情報を得た岩崎らは、秘密裏に教授を護衛しつつボスの怒りを静める任務を担うことになる。
4. EPISODE-4
岩崎が料亭を訪れていた折、芸者の遺体が発見された。岩崎はこれを事故に見せかけた巧妙な殺人事件であると推理し、部下の志村みずえ（志穂美悦子）を呼び寄せ、潜入捜査を開始する。

### スタッフ・出演者
スタッフ
- プロデューサー - 八木康夫、塩川和則
- ディレクター・監督 - 吉田秋生
- 脚本 - 山元清多

出演
- 郷ひろみ（岩崎白昼夢）
- 志穂美悦子（志村みずえ）
- 浅野温子
- 伊東四朗
- 嶋大輔
- 斉藤晴彦
- 小林稔侍
- 所ジョージ
- 石野真子
- 内田裕也
- 樹木希林
- 長内美那子
- 出光元
- 梅津栄
- 遠藤憲一
- 林昭夫
- 鷲尾真知子
- 大塚周夫
- 渡辺哲
- 胡桃沢耕史（特別出演）

### 翔んでる警視II
1987年TBS製作、前年と同じく郷ひろみ主演で正月ドラマ。
放送日・放送時間
- 1987年1月3日（土曜日）21:00 - 22:48（JST）

出演
- 郷ひろみ
- 大地真央
- 二谷英明
- 二谷友里恵
- 三原じゅん子
- 嶋大輔

### ビデオ情報
- 翔んでる警視1. ビクターエンタテインメント. (1987年5月1日). ASIN B000064WBM
- 翔んでる警視2. ビクターエンタテインメント. (1987年5月21日). ASIN B000064WBN